# Anapistula orbisterna
Anapistula orbisterna is een spinnensoort uit de familie Symphytognathidae. De soort komt voor in Vietnam.